# Когти зла
«Когти зла» (итал. Il Bosco 1, англ. Evil Clutch) — фильм режиссёра Андреа Марфори.

## Сюжет
Молодые супруги Синди и Тони отправляются на прогулку в Альпы и останавливаются переночевать в доме у пожилой женщины. В полночь на супругов нападает всякая нечисть, а старуха, пригласившая их на ночлег, превращается в страшную каргу. Мужчину убивают, а женщине удаётся спастись, поскольку наступает рассвет.

## В ролях
- Коралина Катальди-Тассони[итал.] — Синди
- Диего Рибон — Тони
- Лучано Кровато — Algernoon
- Елена Кантароне — Арва
- Стефано Молинари — Фанго

## Съёмочная группа
- Режиссёр и автор сценария: Андреа Марфори
- Продюсер: Агнес Фонтана
- Оператор: Марко Исоли
- Композитор: Адриано Витали